# Dlakavi kilovnik
Dlakavi kilovnik ali dlakavi kilavec, (znanstveno ime Herniaria hirsuta) je majhna zel iz družine klinčnic.

## Opis
Dlakavi kilovnik je večinoma enoletna zel z močno razvejanimi stebelci, ki so poraščena z gostimi dlačicami in se plazijo po tleh. Stebelca so dolga od 5 do 15 cm, iz njih pa poganjajo dlakavi, od 2 do 10 mm dolgi ovalni lističi rumeno zelene barve. Na stebelca so pritrjeni s kratkimi peceljčki.
Rastlina cveti avgusta in septembra, cvetovi pa so zeleno rumene barve in sede v zalistjih, zbrani v klobčiče po 5 do 10 cvetov.

## Razširjenost in uporabnost
Dlakavi kilovnik raste ob poteh, stezah in ostalih suhih in peščenih podlagah. Vsebuje kumarinske spojine, saponine in flavonoide. V ljudskem zdravilstvu se uporablja cela rastlina, ki jo nabiramo julija in avgusta. Razkužuje sečevod ter pomaga ob vnetju sečnega mehurja. Odvaja več soli in sečnine ter tako pomaga pri teh tegobah.
V Maroku dlakavi kilovnik uporabljajo v ljudskem zdravilstvu tudi za zdravljenje in odpravljanje ledvičnih kamnov.